# Walkeriana furcatus
Walkeriana furcatus är en insektsart som först beskrevs av Green 1922.  Walkeriana furcatus ingår i släktet Walkeriana och familjen pärlsköldlöss.
Artens utbredningsområde är Sri Lanka. Inga underarter finns listade i Catalogue of Life.